# Litoria jeudii
Espèce
Synonymes
- Hyla jeudii Werner, 1901

Statut de conservation UICN

 DD  : Données insuffisantes
Litoria jeudii est une espèce d'amphibiens de la famille des Pelodryadidae.

## Répartition
Cette espèce est endémique de Papouasie-Nouvelle-Guinée. Elle n'est connue que par son holotype provenant du Nord-Est de la Nouvelle-Guinée le long du fleuve Ramu.

## Description
La femelle holotype mesure 33 mm.

## Étymologie
Cette espèce est nommée en l'honneur de Theodorus Willem van Lidth de Jeude.

## Publication originale
- Werner, 1901 : Beschreibung neuer Frösche aus Bolivia, Ostindien und Neu-Guinea. Zoologischer Anzeiger, vol. 24, p. 97-103 (texte intégral).